# القنبلة المضغوطة

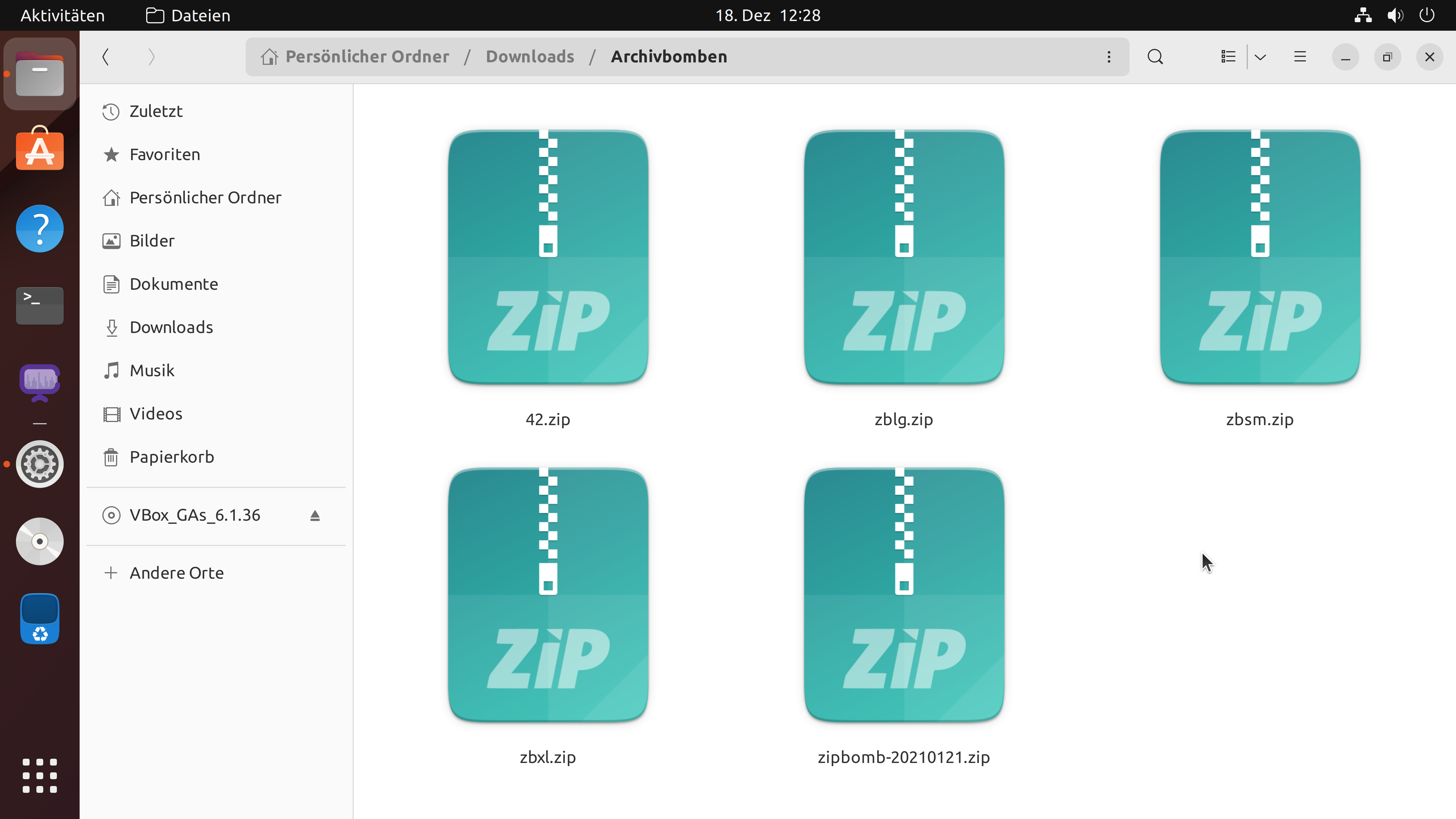
ملفات الـ Zip bomb الأرشيفية الضارة، والتي تعمل على تعطيل البرامج والأنظمة على أجهزة الكمبيوتر.

القنبلة المضغوطة(إنجليزية:Zip bomb) ، والمعروفة أيضًا باسم قنبلة تخفيف الضغط أو الرمز البريدي للموت، هي ملف أرشيف ضار مصمم لتعطل البرنامج أو النظام الذي يقرأه أو جعله عديم الفائدة. غالبًا ما يتم استخدامه لتعطيل برامج مكافحة الفيروسات ، من أجل فتح باب لمزيد من البرامج الضارة التقليدية.
تسمح القنبلة المضغوطة للبرنامج بالعمل بشكل طبيعي، ولكن بدلاً من اختطاف تشغيل البرنامج، يتم إنشاء أرشيف يتطلب قدرًا كبيرًا من الوقت أو مساحة القرص أو الذاكرة لفك ضغطه.
يمكن لمعظم برامج مكافحة الفيروسات الحديثة اكتشاف ما إذا كان الملف عبارة عن قنبلة مضغوطة أم لا لتجنب تفريغه.

## التفاصيل والاستخدام
عادة ما تكون القنبلة المضغوطة ملفًا صغيرًا لسهولة النقل ولتجنب الشك. ومع ذلك، عند فك ضغط الملف، تكون محتوياته أكثر مما يستطيع النظام التعامل معه.
أحد الأمثلة على القنبلة المضغوطة هو الملف 42.zip ، وهو ملف مضغوط يتكون من 42 كيلوبايت من البيانات المضغوطة، يحتوي على خمس طبقات من ملفات مضغوطة متداخلة في مجموعات من 16 ، كل أرشيف من الطبقة السفلية يحتوي على 4.3 غيغابايت (4294 967295  بايت ؛ _ _4  جيبجا بايت -1 ب ) ملف لما مجموعه4.5  بيتابايت (4 503 599626321920  بايت ؛ _ _ _4  PiB -1  ميجابايت ) من البيانات غير المضغوطة.  هذا الملف متاح للتنزيل على مواقع الويب المختلفة عبر الإنترنت، مما يجعله متاحًا على نطاق واسع. في العديد من الماسحات الضوئية المضادة للفيروسات، يتم تنفيذ بضع طبقات من التكرار فقط في الأرشيف للمساعدة في منع الهجمات التي قد تتسبب في تجاوز سعة المخزن المؤقت، أو حالة نفاد الذاكرة، أو تجاوز مقدار مقبول من وقت تنفيذ البرنامج. تعتمد القنابل المضغوطة غالبًا على تكرار ملفات متطابقة لتحقيق نسب ضغط عالية. يمكن استخدام طرق البرمجة الديناميكية للحد من اجتياز هذه الملفات، بحيث يتم متابعة ملف واحد فقط بشكل متكرر في كل مستوى، مما يؤدي بشكل فعال إلى تحويل نموها الأسي إلى خطي.
هناك أيضًا ملفات مضغوطة، عند فك ضغطها، تنتج نسخًا متطابقة من نفسها .  شكل معقد من القنبلة المضغوطة يستغل مواصفات الملفات المضغوطة وخوارزمية انكماش الضغط لإنشاء القنابل دون استخدام الطبقات المتداخلة كما هو مستخدم في 42.zip .